# 39678 Ammannito
39678 Ammannito este un asteroid din centura principală de asteroizi.

## Descriere
39678 Ammannito este un asteroid din centura principală de asteroizi. A fost descoperit pe 12 iunie 1996 la San Marcello Pistoiese de Andrea Boattini și Luciano Tesi. Asteroidul prezintă o orbită caracterizată de o semiaxă mare de 2,30 ua, o excentricitate de 0,15 și o înclinație de 3,9° în raport cu ecliptica.